# Compania Naţională de Căi Ferate CFR
Compania Naţională de Căi Ferate ”CFR” – SA, VKM CNCFR, je rumunský státní provozovatel dráhy.

## Historie
Firma vznikla 1. října 1998 v důsledku rozdělení původní unitární železnice Căile Ferate Române na několik následovníků. Současně s tím byl umožněn nediskriminační přístup dopravců na veřejnou železniční síť spravovanou touto organizací. Tato železniční reforma byla provedena pod vedením tehdejšího ministra dopravy Traiana Băsesca.

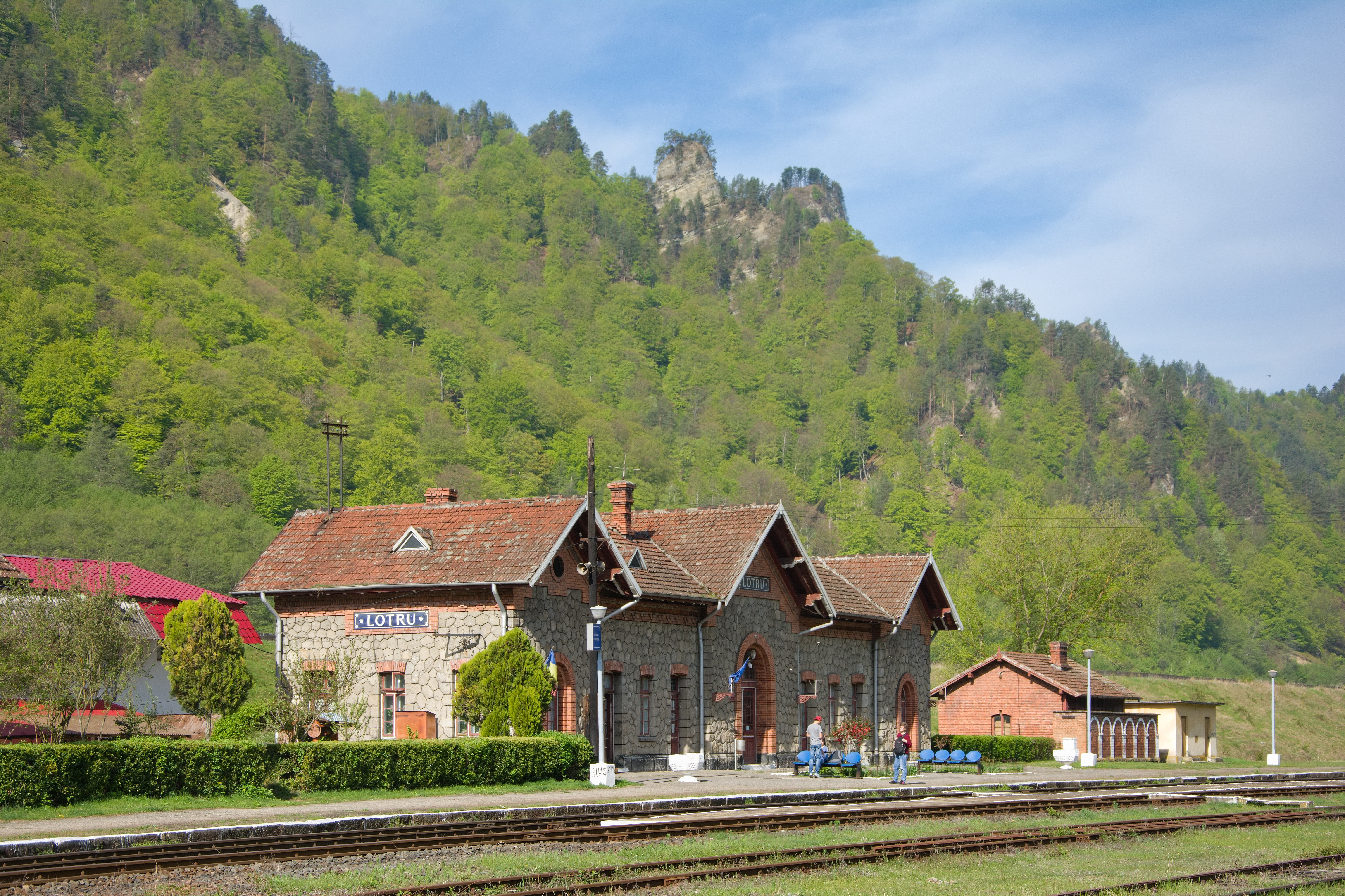
Stanice Lotru na síti CNCFR

## Informace o síti
Společnost provozuje síť železničních tratí o délce 10 615 km, délka kolejí je 19 629 km. Věšina tratí má rozchod 1435 mm, na hranicích s Moldavskem a Ukrajinou pak také krátké úseky (celkem 96 km) o rozchodu 1520 mm. Celkem 4 031 km tratí je elektrizovaných soustavou 25 kV 50 Hz. Na síti společnosti se nachází celkem 188 tunelů o celkové délce 64 km. Na tratích spravovaných společností se nachází rovněž 17 694 mostů a propustků.